# Томас-Гоменсоро
Томас-Гоменсоро (исп. Tomás Gomensoro) — муниципалитет в Уругвае. Административный центр — город Томас-Гоменсоро.

## История
Муниципалитет образован 15 марта 2010 года.

## Состав
В состав муниципалитета входит единственный населённый пункт:
- Томас-Гоменсоро